# Skotské národní muzeum
Skotské národní muzeum (anglicky: National Museum of Scotland) je muzeum ve skotském městě Edinburgh. Je věnováno skotské historii a kultuře. Vzniklo v roce 2006 sloučením Skotského muzea a sousedního Královského skotského muzea (otevřeného v roce 1866 pod názvem Edinburské muzeum vědy a umění). Dvě spojené budovy stojí vedle sebe na Chambers Street, u mostu George IV., v centru Edinburghu. Bývalé Muzeum Skotska sídlí v moderní budově otevřené v roce 1998, zatímco budova bývalého Královského muzea byla postavena v roce 1861. Prošla zásadní rekonstrukcí a byla znovu otevřena v roce 2011. Muzeum je součástí zastřešující instituce Skotská národní muzea (National Museums Scotland). Kromě národních sbírek skotských archeologických nálezů a středověkých předmětů obsahuje muzeum artefakty z celého světa, které pokrývají geologický vývoj, přírodní historii a světový vývoj vědy, techniky a umění. Jedním z nejoblíbenějších exponátů je vycpané tělo ovečky Dolly, prvního úspěšně naklonovaného savce. V roce 2019 muzeum navštívilo 2 210 024 návštěvníků, což z něj činí největší turistickou atrakci ve Skotsku.